# Giulio Questi
Giulio Questi est un réalisateur, scénariste, producteur, monteur et assistant réalisateur italien, né le 18 mars 1924 à Bergame (Lombardie) et mort le 3 décembre 2014 à Rome (Latium).
Il est considéré comme l'un des réalisateurs italiens les plus originaux. Le monteur de tous ses films était Franco Arcalli, dit Kim, un de ses grands amis. Dans les années 1980, ils ont été surnommés « Jules et Kim » par le critique de cinéma Enrico Ghezzi (it), en clin d'œil au  film de François Truffaut, Jules et Jim (1962).

## Biographie
Partisan pendant deux ans durant la Seconde Guerre mondiale, il a combattu les Brigades Noires et l'armée allemande. Cette expérience de guerre influencera à plusieurs reprises son travail dans le cinéma.
Après avoir fondé une revue sur la politique et la culture à Bergame, il quitte la vie dans la haute région bergamasque dans les années 1950 pour venir à Rome. Il écrit également dans la revue Il Politecnico (it) d'Elio Vittorini.
Après avoir écrit des nouvelles pour quelques magazines, il entre dans le monde du cinéma. Il tourne d'abord des documentaires, tout en officiant comme assistant réalisateur sur les films de Valerio Zurlini et Francesco Rosi, comme acteur dans La dolce vita de Federico Fellini et dans Ces messieurs dames de Pietro Germi, ainsi que comme scénariste. Il a fait ses débuts de réalisateur en 1961, en réalisant un épisode de Les femmes accusent. En 1962, il coréalise le film mondo Universo di notte, puis en 1963 il réalise un épisode du film Nudi per vivere, coréalisé avec Elio Petri et Giuliano Montaldo, et signé du pseudonyme collectif « Elio Montesti ». Le film a été immédiatement censuré et n'a pas pu sortir dans les salles de cinéma.
En 1964, c'est le tour d'un autre film à sketches, Amori pericolosi, coréalisé avec Carlo Lizzani et Alfredo Giannetti. En 1967, Questi réalise enfin un film en solo : Tire encore si tu peux est un western spaghetti, avec Tomás Milián, avec des scènes violentes et une histoire non conventionnelle. Le réalisateur s'est servi de la violence qu'il a connue dans la Résistance italienne, en le transposant dans l'univers du western. Le film a été censuré, pour être largement coupé et remonté. Le film, ré-intitulé Oro Hondo en 1975, a été remonté avec certaines séquences réintégrées, mais avec d'autres coupes mineures.

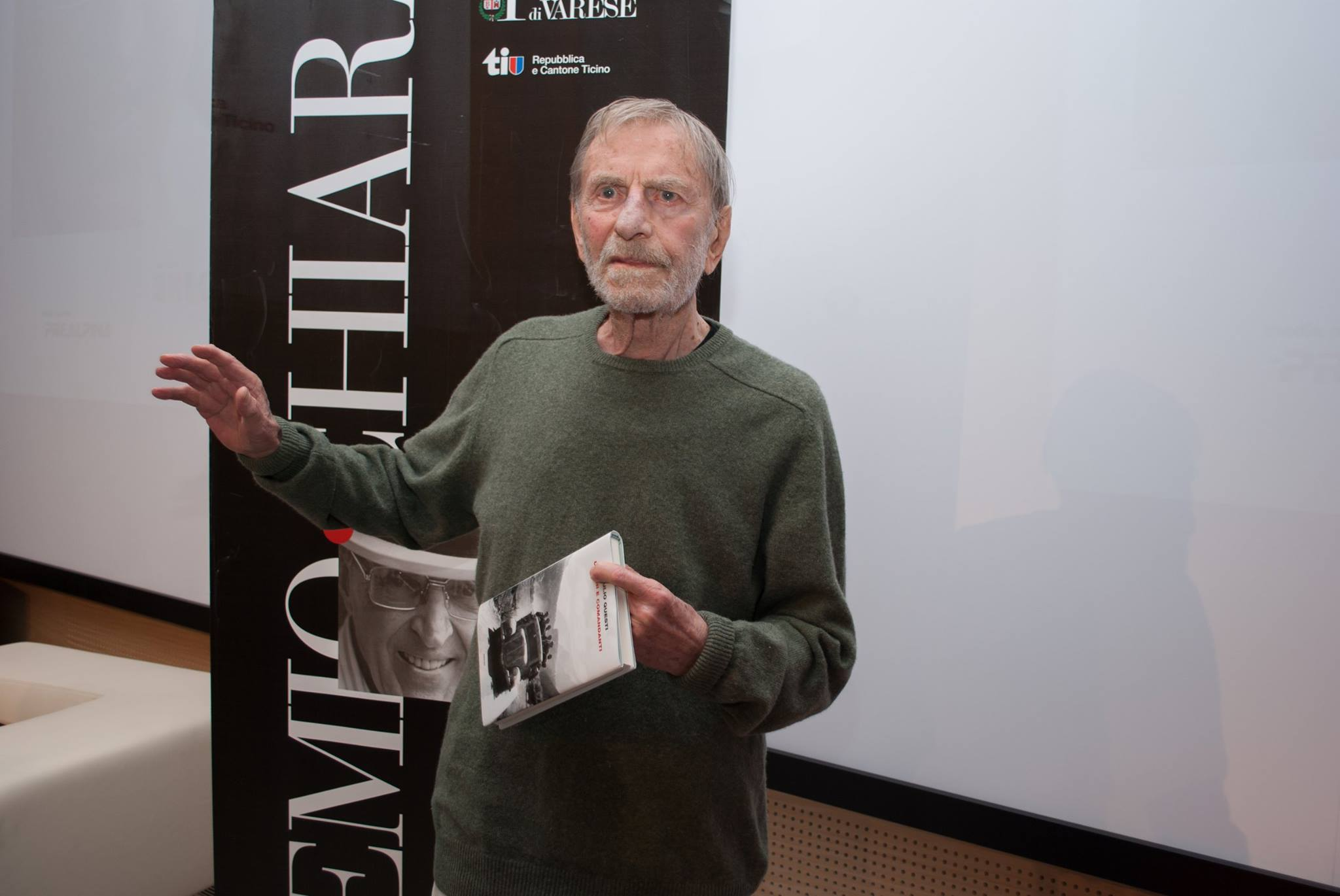
Questi après avoir remporté le 2014, quelques mois avant sa mort.

En 1968, Questi réalise La mort a pondu un œuf, un giallo se déroulant dans un élevage de poulets avec Jean-Louis Trintignant et Gina Lollobrigida, dans lequel il explore les thèmes de la culture pop et du consumérisme. En 1972, Questi réalise son dernier film pour le grand écran, Arcana, une histoire de méridionaux se déroulant à Milan, racontée avec des situations surréalistes et magiques, dont la lévitation d'un âne et des grenouilles sortant d'une bouche. Le film a été mal distribué et uniquement en Italie.
Après ce film, Questi se retire du cinéma et travaille pour la télévision. De 2003 à 2007, il a réalisé sept courts-métrages en numérique, qui sont sortis en 2008 dans un double DVD édité par le label RHV (Ripley's Home Video) sous le titre By Giulio Questi (it). Il s'agit de courts-métrages expérimentaux, réalisés de manière indépendante par Questi dans sa propre maison, avec lui-même comme seul acteur polyvalent
En 2014, il fait ses débuts en tant qu'écrivain en publiant le recueil de nouvelles Uomini e comandanti (litt. « Hommes et commandants ») chez Einaudi, avec lequel il remporte la 26e édition du Premio Chiara (it). La même année, il publie chez Rubbettino Editore une biographie du cinéma italien, avec divers éléments autobiographiques, intitulée Se non ricordo male.
Il est mort dans son sommeil le 3 décembre 2014 à l'âge de 90 ans.

## Filmographie

### Comme réalisateur
- 1949 : Città Alta, court métrage
- 1957 : Giocare, court métrage
- 1959 : La tarantella di Pulcinella, court métrage
- 1961 : Les femmes accusent (Le italiane e l'amore)
- 1964 : Nudi per vivere, documentaire
- 1964 : Amori pericolosi
- 1967 : Tire encore si tu peux (Se sei vivo spara)
- 1968 : La Mort a pondu un œuf (La morte ha fatto l'uovo)
- 1972 : Arcana
- 1982 : Vampirismus, épisode de Il fascino dell'insolito (it)
- 1986 : Quando arriva il giudice
- 1990 : L'Homme noir (it) (Non aprite all'uomo nero)
- 1992 : Le Signe du pouvoir (it) (Segno del comando)

### Comme scénariste
- 1960 : Le Tank du huit septembre (Il carro armato dell'8 settembre) de Gianni Puccini
- 1964 : Amori pericolosi d'Alfredo Giannetti, Carlo Lizzani et Giulio Questi
- 1965 : La Femme du lac (La donna del lago) de Luigi Bazzoni et Franco Rossellini
- 1967 : Tire encore si tu peux (Se sei vivo spara)
- 1968 : La Mort a pondu un œuf (La morte ha fatto l'uovo)
- 1972 : Arcana
- 1976 : L'Italia s'è rotta de Steno
- 1981 : La Guerre des insectes de Peter Kassovitz
- 1986 : Quando arriva il giudice
- 1990 : Non aprite all'uomo nero

### Comme producteur
- 1967 : Tire encore si tu peux (Se sei vivo spara)

### Comme monteur
- 1964 : Nudi per vivere

### Comme assistant réalisateur
- 1956 : Kean (Kean - Genio e sregolatezza) de Vittorio Gassman et Francesco Rosi

### Comme acteur
- 1960 : La dolce vita de Federico Fellini
- 1965 : Ces messieurs dames (Signore e signori) de Pietro Germi
- 1965 : L'Amant paresseux (Il morbidone) de Massimo Franciosa

## Distinctions
- 1958 : À l'Italian National Syndicate of Film Journalists, il a gagné le prix du Meilleur court métrage pour Giocare